# Bernhard A. Huber
Bernhard A. Huber (abreviado Huber) (n. 1967, Kirchdorf) es un aracnólogo austriaco.
Diplomado en la Universidad de Viena en 1994, trabajó en la Zoologische Forschungsmuseum Alexander Koenig de Bonn en Alemania.

## Algunos taxones descritos
- Aetana fiji
- Aetana
- Anansus aowin
- Anansus debakkeri
- Anansus ewe
- Anansus
- Aucana
- Aymaria
- Belisana airai
- Belisana fiji
- Belisana yap
- Blancoa
- Buitinga buhoma
- Buitinga
- Canaima
- Chibchea
- Chisosa
- Enetea
- Enetea apatellata
- Galapa
- Guaranita
- Ixchela
- Kambiwa
- Khorata
- Nerudia
- Nerudia atacama
- Nita
- Nita elsaff
- Nyikoa
- Nyikoa limbe
- Otavaloa
- Papiamenta
- Pisaboa
- Pomboa
- Quamtana
- Savarna
- Tainonia
- Teuia beckeri
- Tolteca
- Tupigea
- Wanniyala
- Waunana
- Wugigarra
- Zatavua